# Ударный кратер

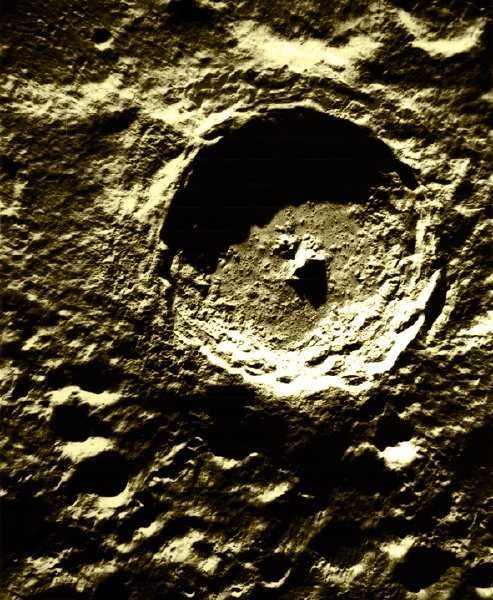
Кратер Тихо на Луне (фото НАСА)

Уда́рный кра́тер — углубление, появившееся на поверхности небесного тела при падении тела меньшего размера. Крупный ударный кратер (более 2 км в диаметре) на поверхности Земли называют астробле́мой (от др.-греч. ἄστρον «звезда» + βλῆμα «рана», то есть «звёздная рана»; этот термин введён в 1960 году Робертом Дицем). Само событие (удар метеорита) иногда называют и́мпактом (англиц. от impact «столкновение») или и́мпактным событием. На Земле обнаружено около 150 астроблем.
Молодые ударные кратеры имеют приподнятые края и (в отличие от вулканических кратеров, возникающих при взрыве или обрушении) более низкий, чем у окружающей местности, уровень дна. Маленькие ударные кратеры выглядят как простые углубления в форме чаши, а самые большие — как сложные многокольцевые структуры (известные как уда́рные бассе́йны). Пример небольшого ударного кратера на Земле — Аризонский кратер. Ударные кратеры — самые распространённые детали рельефа многих небесных тел с твёрдой поверхностью, включая Луну, Меркурий, Каллисто, Ганимед и многие другие. На телах с плотной атмосферой и телах, проявляющих геологическую активность, таких как Земля, Венера, Марс, Европа, Ио и Титан, ударные кратеры встречаются реже, поскольку со временем их разрушают и покрывают отложениями тектонические, вулканические и эрозионные процессы.
Около 3,9 миллиарда лет назад внутренние тела Солнечной системы испытывали интенсивную астероидную бомбардировку. Теперь кратеры появляются на Земле намного реже; в среднем за миллион лет на неё падает от одного до трёх тел, способных образовать кратер диаметром не менее 20 километров. Это указывает на то, что на планете должно быть гораздо больше относительно молодых кратеров, чем известно сейчас.
Хотя различные процессы на поверхности Земли быстро уничтожают следы столкновений, на ней обнаружено около 190 ударных кратеров. Их диаметр лежит в пределах от нескольких десятков метров до приблизительно 300 км, а их возраст — от совсем молодых (например, кратеры Сихотэ-Алинь в России, появившиеся в 1947 году) до древних, образовавшихся более двух миллиардов лет назад. Большинству из них менее 500 миллионов лет, так как более старые уже, в основном, разрушены. Чаще всего кратеры встречаются на древних платформах. На морском дне известно лишь небольшое число кратеров, проблематика их обнаружения обусловлена как сложностью донных исследований, так и быстрой скоростью изменений океанского дна, а также его погружением в недра Земли.
Ударные кратеры не следует путать с похожими формами рельефа, включая кальдеры, карстовые воронки, ледниковые кольца, кольцевые дамбы, соляные купола и другие.

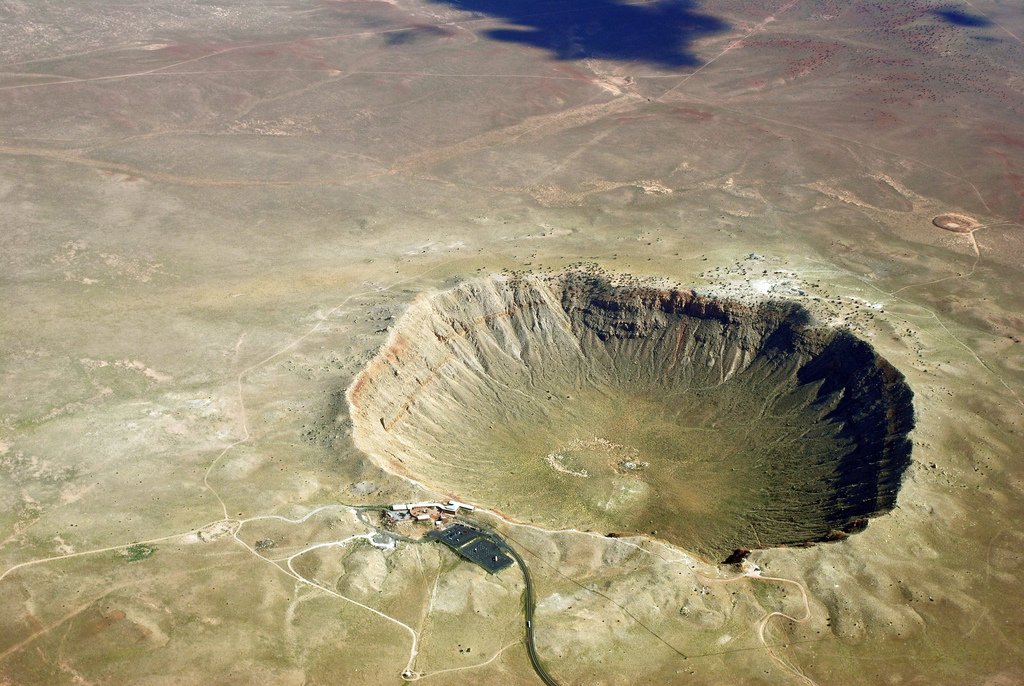
Аризонский кратер Берринжера

## История вопроса
Одним из первых учёных, связавших кратер с падением метеорита, был Дэниел Бэрринджер (1860—1929). Он изучал ударный кратер в Аризоне, ныне носящий его имя. Однако в то время эти идеи не получили широкого признания (как и тот факт, что Земля подвергается постоянной метеоритной бомбардировке).
В 1920-е годы американский геолог Уолтер Бачер, исследовавший ряд кратеров на территории США, высказал мысль, что они вызваны некими взрывными событиями в рамках его теории «пульсации Земли».
В 1936 году геологи Джон Бун и Клод Албриттон продолжили исследования Бачера и пришли к выводу, что кратеры имеют импактную природу.
Теория ударного происхождения кратеров оставалась не более чем гипотезой вплоть до 1960-х годов. К этому времени ряд учёных (в первую очередь Юджин Шумейкер) провёл детальные исследования, полностью подтвердившие импактную теорию. В частности, были обнаружены следы веществ, называемых импактитами (например, ударно-преобразованный кварц), которые могли образоваться только в специфических условиях импакта.
После этого исследователи стали целенаправленно искать импактиты, чтобы идентифицировать древние ударные кратеры. К 1970-м годам было найдено около 50 импактных структур. На территории России первой найденной астроблемой стал Пучеж-Катунский кратер 80-километрового диаметра, локализованный в 1965 году в 80 км севернее Нижнего Новгорода.
Космические исследования показали, что ударные кратеры — самые распространённые геологические объекты в Солнечной системе. Это подтвердило тот факт, что и Земля подвергается постоянной метеоритной бомбардировке.

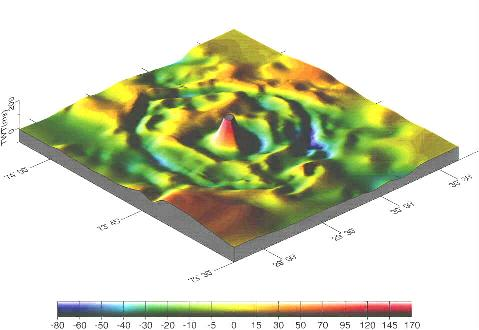
Астроблема Мьёльнир (Норвегия, диаметр 40 км), сейсмические данные

## Геологическое строение
Особенности строения кратеров определяются рядом факторов, среди которых основными являются энергия соударения (зависящая, в свою очередь, от массы и скорости космического тела, плотности атмосферы), угол встречи с поверхностью и твёрдость веществ, образующих метеорит и поверхность. В случае Земли метеориты массой свыше 1000 тонн практически не задерживаются земной атмосферой; метеориты меньшей массы существенно тормозятся и даже полностью испаряются, не достигая поверхности или не создавая кратеров на поверхности.
При касательном ударе (если угол падения менее 8 градусов) возникают эллиптические (вытянутые кратеры). Примеров подобных кратеров на Земле не известно. Ранее подобным примером ошибочно считалось кратерное поле Рио-Кварто в Аргентине (исп. Rio Cuarto Impact Crater) — геологическое образование вытянутой формы, которое находится в регионе, где ранее выпадал крупный метеорит. Но эти события никак не связаны между собой. В окрестностях этого объекта есть и много других подобных образований, для которых предполагали метеоритное происхождение только по причине совпадения места более раннего падения метеорита и участка эрозии на грунте.
При направлении столкновения, близком к вертикальному, возникают округлые кратеры, морфология которых зависит от их диаметра. Небольшие кратеры (диаметром 3—4 км) имеют простую чашеобразную форму, их воронка окружена валом, образованным задранными пластами подстилающих пород (цокольный вал), перекрытым выброшенными из кратера обломками (насыпной вал, аллогенная брекчия). Под дном кратера залегают аутигенные брекчии — породы, раздробленные и частично метаморфизированные при столкновении; под брекчией расположены трещиноватые горные породы. Отношение глубины к диаметру у таких кратеров близко к 0,33, что отличает их от кратерообразных структур вулканического происхождения, у которых отношение глубины к диаметру составляет около 0,4.
При больших диаметрах возникает центральная возвышенность над точкой удара (в месте максимального сжатия пород). При ещё бо́льших диаметрах кратера (более 14—15 км) образуются кольцевые поднятия. Эти структуры связаны с волновыми эффектами (подобно капле, падающей на поверхность воды). С ростом диаметра кратеры быстро уплощаются: отношение глубина/диаметр падает до 0,05—0,02.
Размер кратера может зависеть от мягкости поверхностных пород (чем мягче, тем, как правило, меньше кратер).
На космических телах, не обладающих плотной атмосферой, вокруг кратеров могут сохраняться длинные «лучи» (образовавшиеся в результате выброса вещества в момент удара).
При падении крупного метеорита в море могут возникать мощные цунами (например, Юкатанский метеорит, согласно расчётам, вызвал цунами высотой 50—100 м). На диссипацию энергии при его движении от поверхности до дна оказывает влияние глубина моря в месте падения, а также его скорость, размер и плотность. В случаях, когда высвобожденной энергии достаточно для формирования подводного кратера, при тех же параметрах столкновения он характеризуется меньшей глубиной по сравнению с наземными кратерами. Индуцируемая в водной толще ударная волна оставляет специфические следы, которые можно наблюдать в морских отложениях в районе столкновения как при отсутствии кратера, так и в случае его исчезновения после столкновения в результате эрозии (см. например Элтанинский метеорит).
У старых астроблем видимая структура кратера (горка и вал) зачастую разрушена эрозией и погребена под наносным материалом, однако по изменениям свойств подстилающих и перенесённых горных пород такие структуры достаточно чётко определяются сейсмическими и магнитными методами.

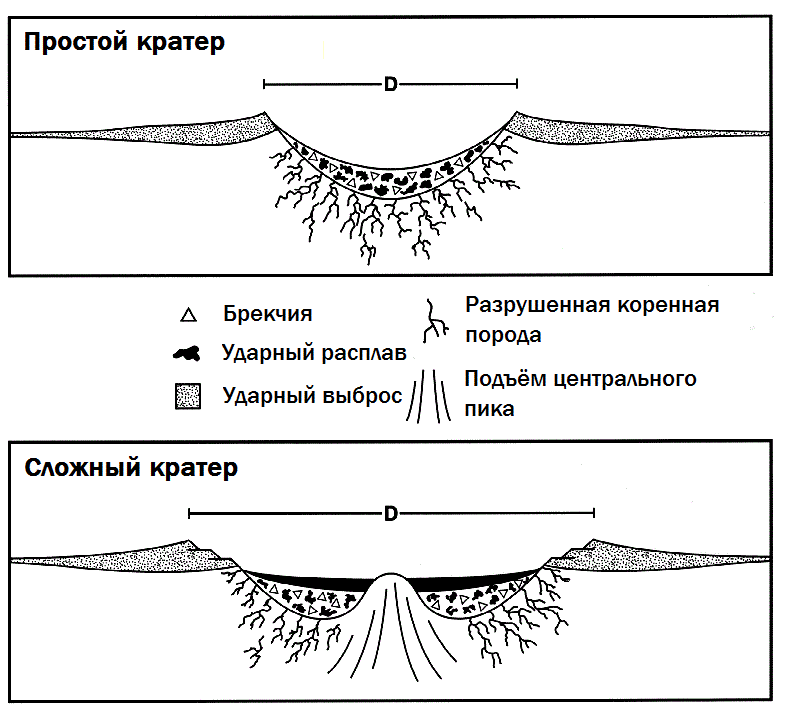
Структура маленького (простого) и крупного (сложного) кратеров

## Формирование кратера
Средняя скорость, с которой метеориты врезаются в поверхность Земли, составляет около 20 км/с, а максимальная — около 70 км/с. Их кинетическая энергия превышает энергию, выделяющуюся при детонации обычной взрывчатки той же массы. Энергия, выделяющаяся при падении метеорита массой свыше 1 тыс. тонн, сравнима с энергией ядерного взрыва. Метеориты такой массы падают на Землю довольно редко.
При встрече метеорита с твёрдой поверхностью его движение резко замедляется, а вот породы мишени (места, куда он упал), наоборот, начинают ускоренное движение под воздействием ударной волны. Она расходится во все стороны от точки соприкосновения: охватывает полусферическую область под поверхностью планеты, а также движется в обратную сторону по самому метеориту (ударнику). Достигнув его тыльной поверхности, волна отражается и бежит обратно. Растяжения и сжатия при таком двойном пробеге обычно полностью разрушают метеорит. Ударная волна создаёт колоссальное давление — свыше 5 миллионов атмосфер. Под её воздействием горные породы мишени и ударника сильно сжимаются, что приводит к взрывному росту температуры и давления, в результате чего в окрестностях соударения горные породы нагреваются и частично плавятся, а в самом центре, где температура достигает 15 000 °C, — даже испаряются. В этот расплав попадают и твёрдые обломки метеорита. В результате после остывания и затвердевания на дне кратера образуется слой импактита (от англ. impact — «удар») — горной породы с весьма необычными геохимическими свойствами. В частности, она весьма сильно обогащена крайне редкими на Земле, но более характерными для метеоритов химическими элементами — иридием, осмием, платиной, палладием. Это так называемые сидерофильные элементы, то есть относящиеся к группе железа (греч. σίδηρος).

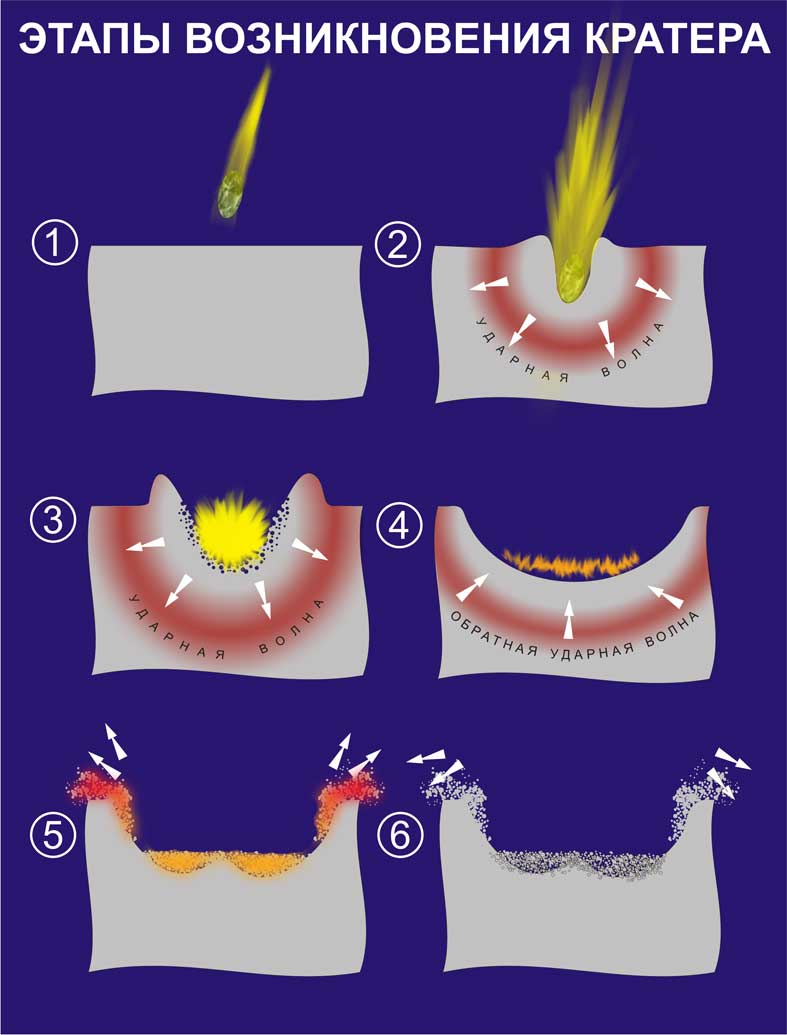
Образование ударного кратера

При мгновенном испарении части вещества происходит образование плазмы, что приводит к взрыву, при котором породы мишени разлетаются во все стороны, а дно вдавливается. На дне кратера возникает круглая впадина с довольно крутыми бортами, но существует она какие-то доли секунды — затем борта немедленно начинают обрушиваться и оползать. Сверху на эту массу грунта выпадает и каменный град из вещества, выброшенного вертикально вверх и теперь возвращающегося на место, но уже в раздробленном виде. Так на дне кратера образуется брекчия — слой обломков горных пород, сцементированных тем же материалом, но измельчённым до песчинок и пылинок. Столкновение, сжатие пород и проход взрывной волны длятся десятые доли секунды. Формирование выемки кратера занимает на порядок больше времени. А ещё через несколько минут ударный расплав, скрытый под слоем брекчии, остывает и начинает быстро затвердевать. На этом формирование кратера заканчивается.
При сильных столкновениях твёрдые породы ведут себя подобно жидкости. В них возникают сложные волновые гидродинамические процессы, один из характерных следов которых — центральные горки в крупных кратерах. Процесс их образования подобен появлению капли отдачи при падении в воду небольшого предмета. При крупных столкновениях сила взрыва столь велика, что выброшенный из кратера материал может даже улететь в космос. Именно так на Землю попали метеориты с Луны и с Марса, десятки которых обнаружены за последние годы.
Пиковые значения давлений и температур при столкновении зависят от энерговыделения, то есть скорости небесного тела, при этом часть выделившейся энергии преобразуется в механическую форму (ударная волна), часть — в тепловую (разогрев пород вплоть до их испарения); плотность энергии падает при удалении от центра соударения. Соответственно, при образовании астроблемы диаметром 10 км в граните соотношение испарённого, расплавленного и раздробленного материала составляет примерно 1:110:100; в процессе образования астроблемы происходит частичное перемешивание этих преобразованных материалов, что обуславливает большое разнообразие пород, образующихся в ходе ударного метаморфизма.
Согласно международной классификации импактитов (International Union of Geological Sciences, 1994 г.), импактиты, локализованные в кратере и его окрестностях, делятся на три группы (по составу, строению и степени ударного метаморфизма):
- импактированные породы — горные породы мишени, слабо преобразованные ударной волной и сохранившие благодаря этому свои характерные признаки;
- расплавные породы — продукты застывания импактного расплава;
- импактные брекчии — обломочные породы, сформированные без участия импактного расплава или с очень небольшим его количеством.

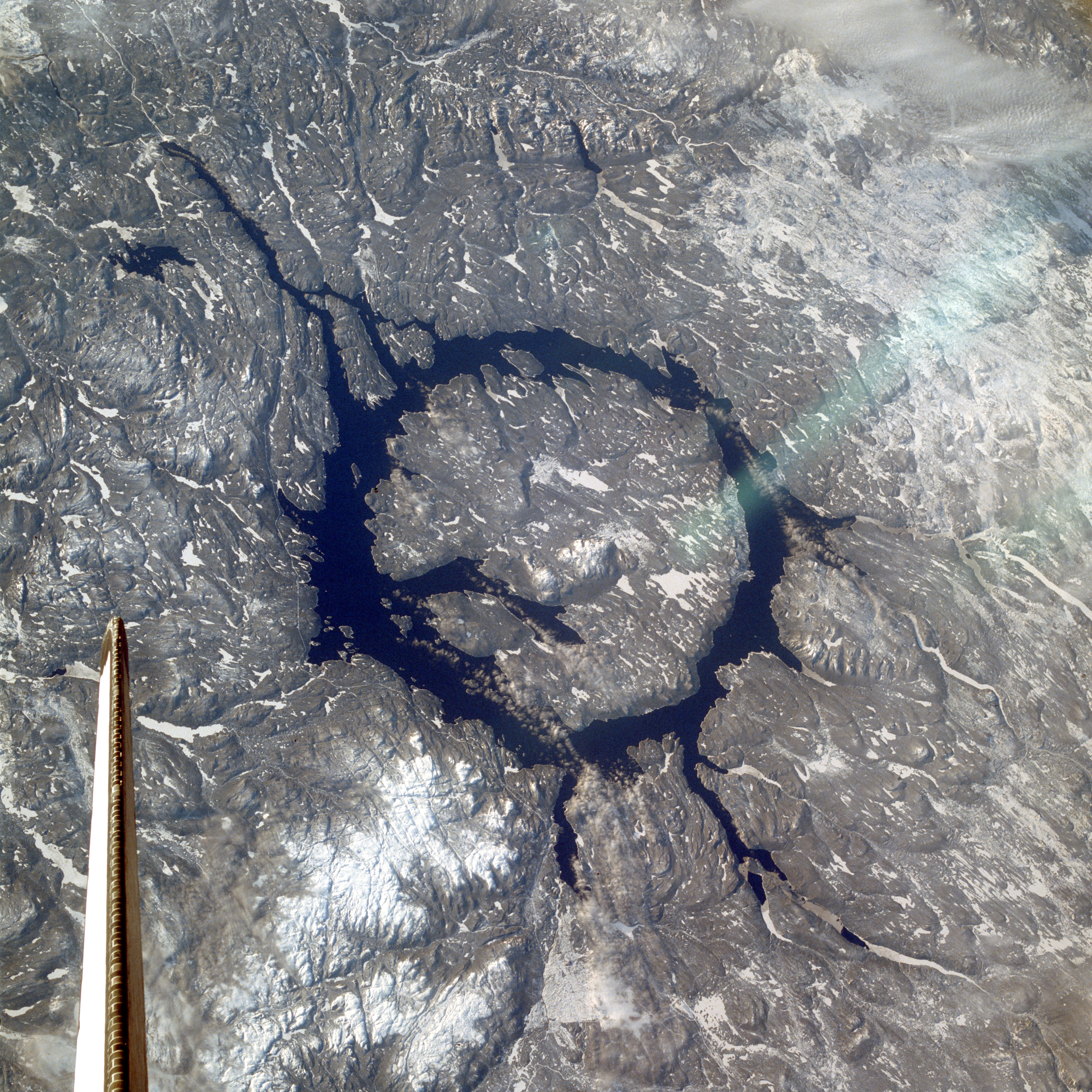
Кратер Маникуаган, фото с челнока «Колумбия», 1983

## Импактные события в истории Земли
По оценкам, 1—3 раза в миллион лет на Землю падает метеорит, порождающий кратер шириной не менее 20 км. Это говорит о том, что обнаружено меньше кратеров (в том числе «молодых»), чем их должно быть.
Список наиболее известных земных кратеров:

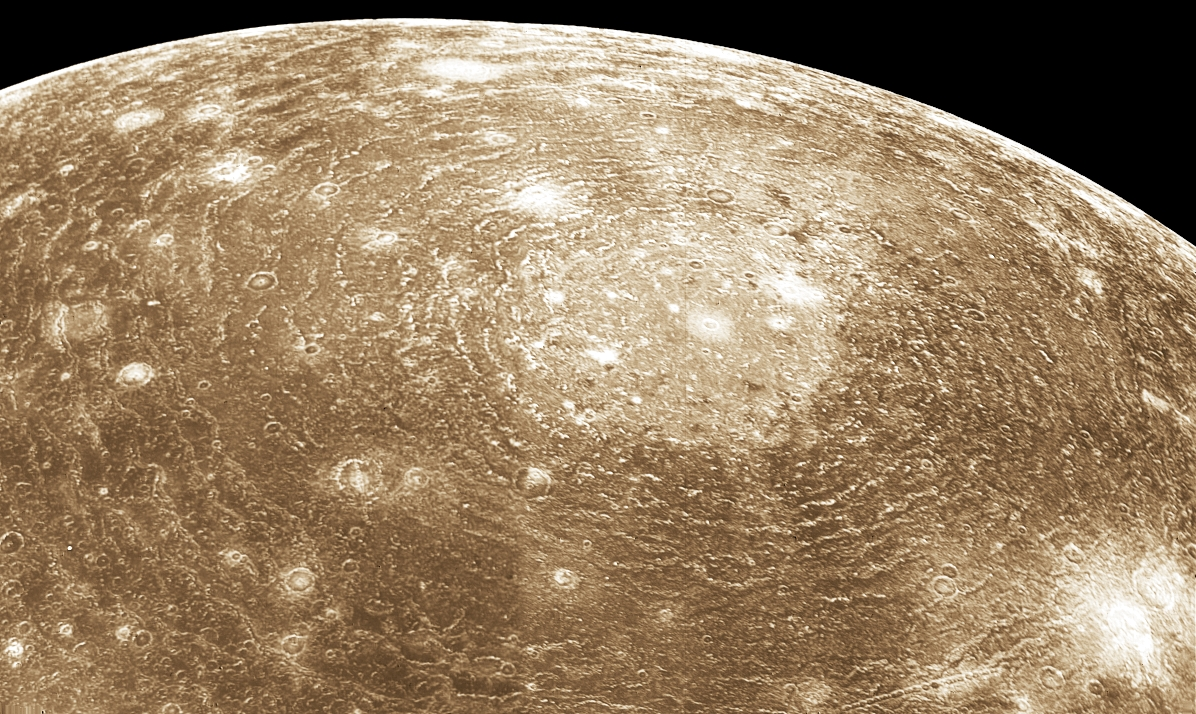
Кольцевая структура Вальхалла на Каллисто

- Вредефорт (ЮАР)
- Карский кратер (Россия)
- Светлояр (Россия)
- Суавъярви (Россия)
- Попигай (Россия)
- Кратеры Аркену (Ливия)
- Чикшулу́б (Мексика)
- Махуика (Новая Зеландия)
- Маникуаган (Канада)
- Каали (Эстония)
- Болтышский кратер (Украина)

## Эрозия кратеров
Кратеры постепенно разрушаются в результате эрозии и геологических процессов, изменяющих поверхность. Наиболее интенсивно эрозия происходит на планетах с плотной атмосферой.
Возраст известных земных ударных кратеров лежит в пределах от 1000 лет до почти 2 млрд лет. Кратеров старше 200 млн лет на Земле сохранилось крайне мало. Ещё менее «живучими» являются кратеры, расположенные на морском дне.
В то же время есть тела с очень низкой кратерированностью и при этом почти лишённые атмосферы. Например, на Ио поверхность постоянно изменяется из-за извержений вулканов, а на Европе — в результате переформирования ледяного панциря под воздействием внутренних процессов. Кроме того, на ледяных телах рельеф кратеров сглаживается в результате оплывания льда (в течение геологически значимых промежутков времени), поскольку лёд пластичнее камня. Пример древнего кратера со стёршимся рельефом — Вальхалла на Каллисто. На Каллисто обнаружен ещё один необычный вид эрозии — разрушение предположительно в результате сублимации льда под воздействием солнечной радиации.
Хорошо сохранившийся Аризонский кратер имеет возраст около 50 тысяч лет, но и на нём хорошо видны следы водной и ветровой эррозии.

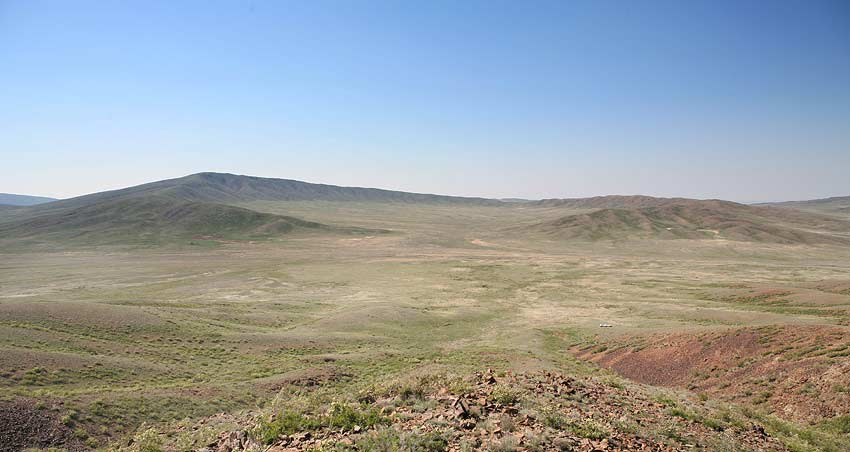
Кратер Шунак (возраст 45 ± 10 миллионов лет), подвергшийся эрозии
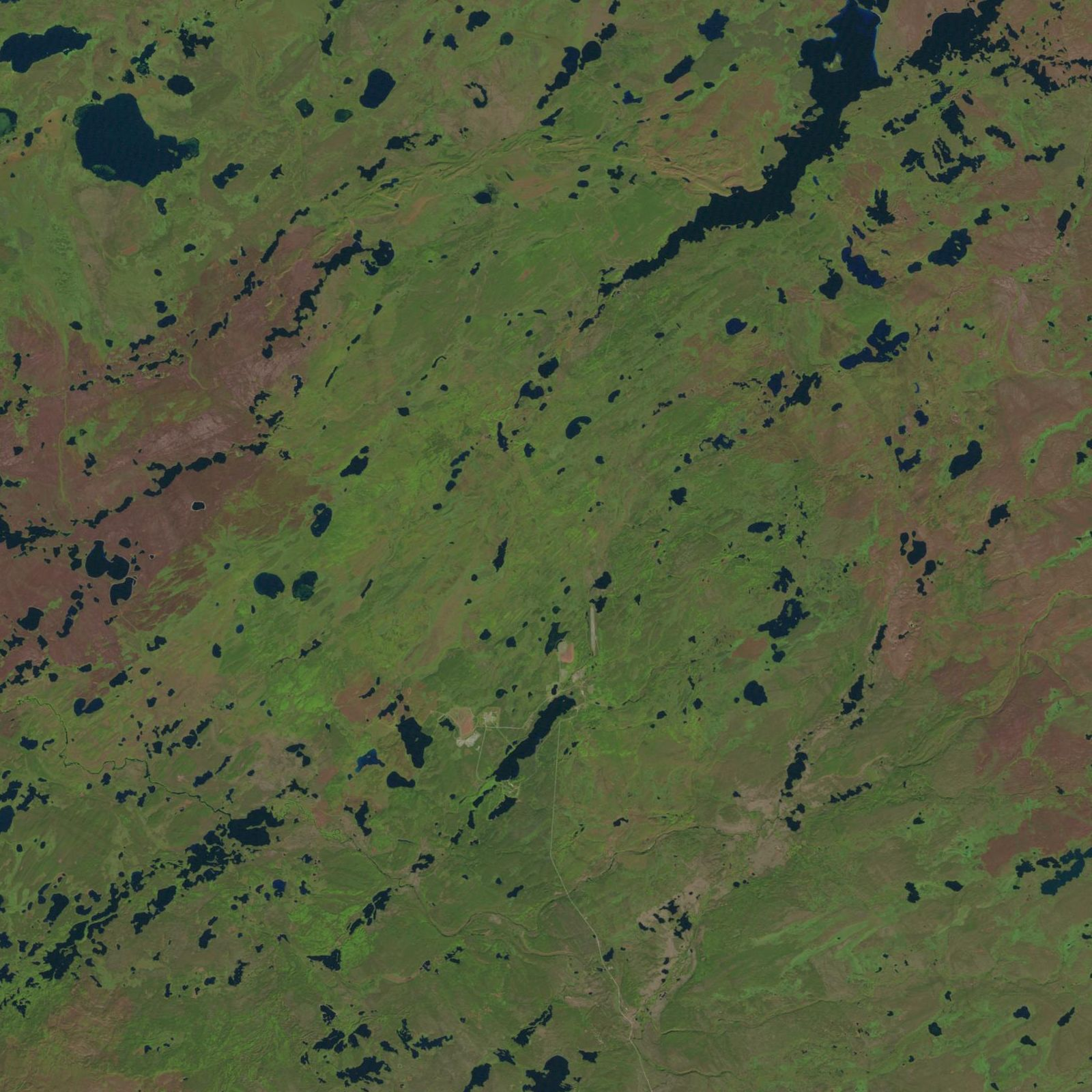
Кратер Карсуэлл (возраст 115 ± 10 млн лет) едва различим из-за эрозии
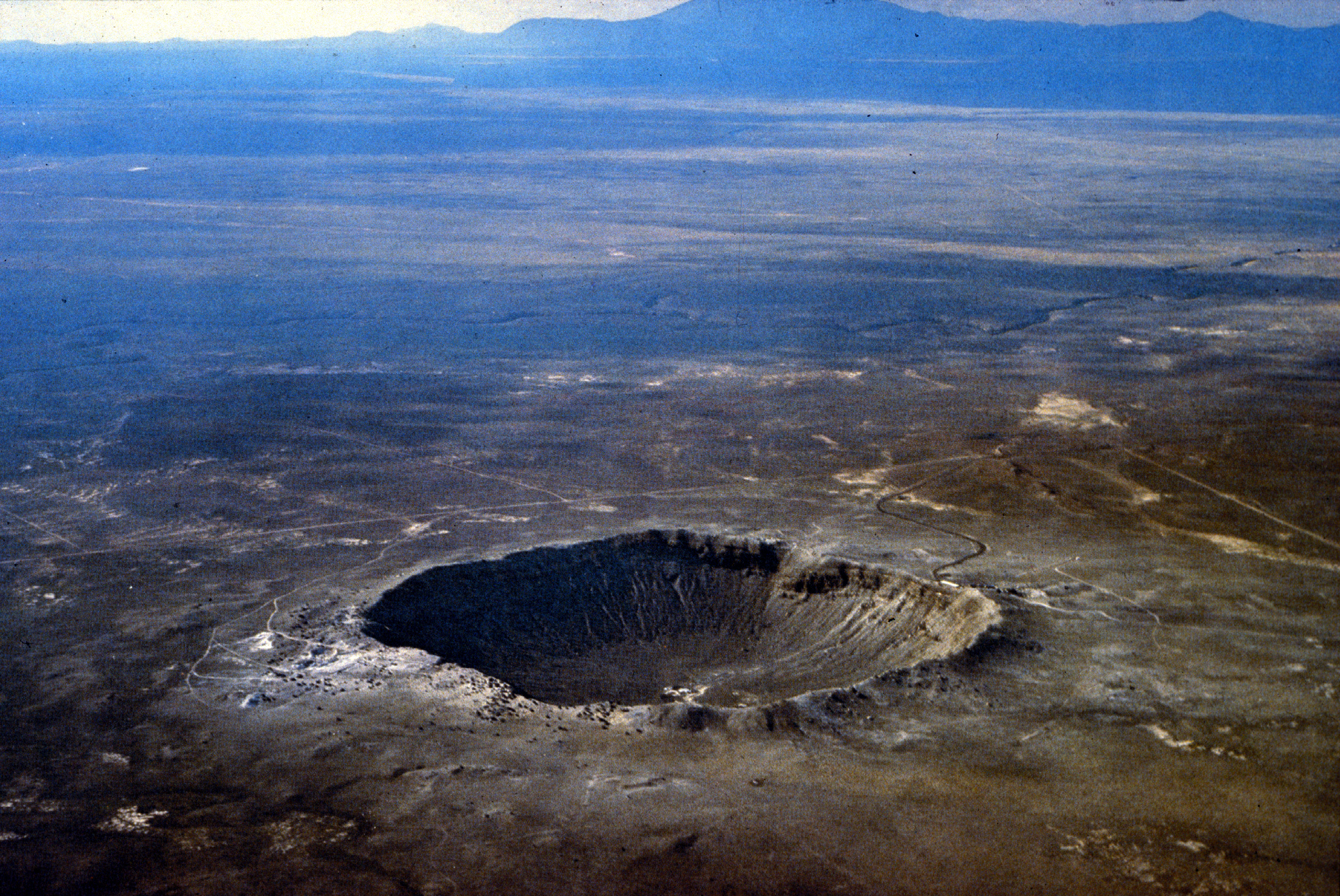
Аризонский кратер (возраст около 50 тысяч лет)